# بورس توکیو

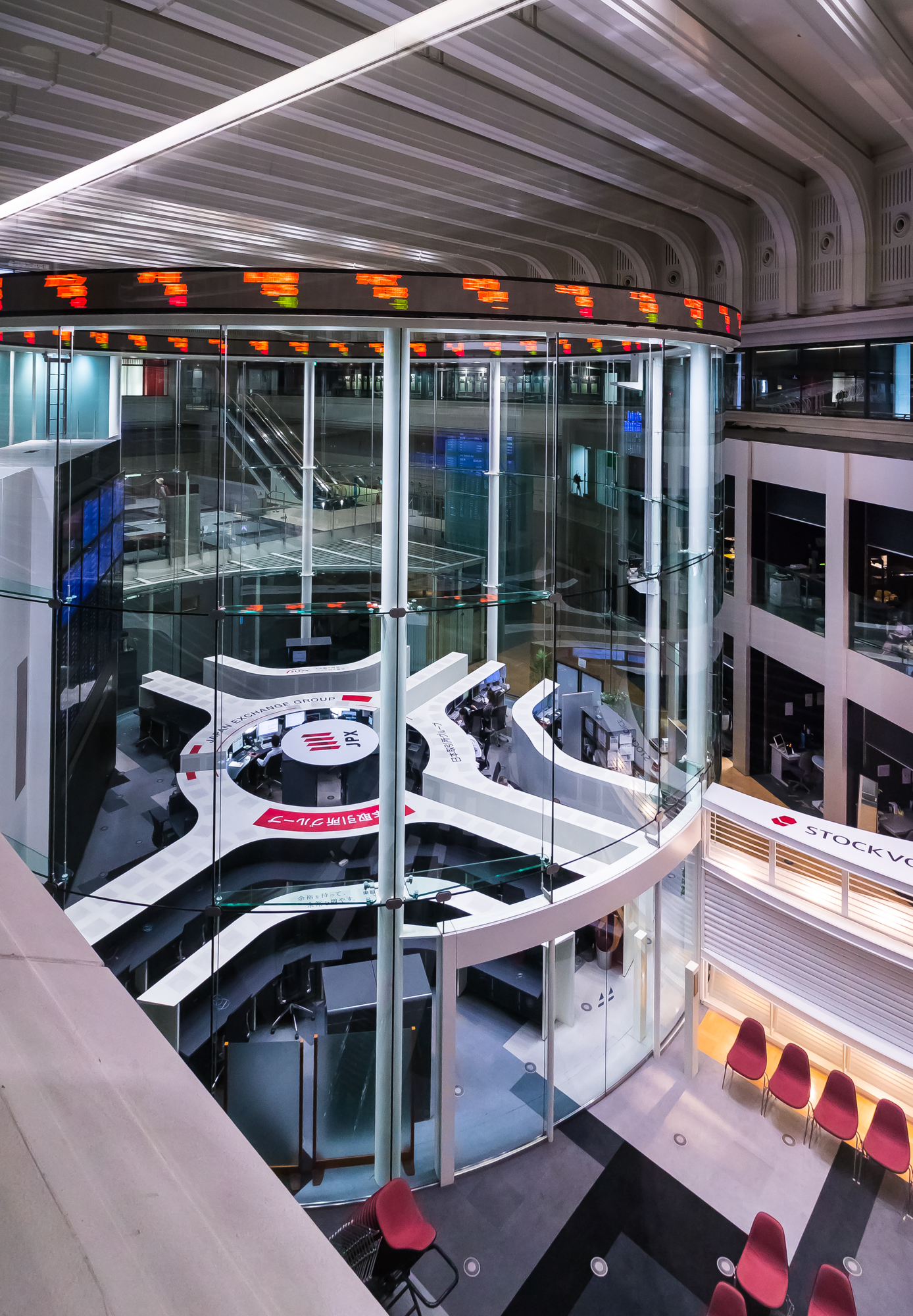
نمای داخلی ساختمان بازار بورس توکیو

بورس توکیو (به ژاپنی: Tōshō، 東証) بازار بورس اوراق بهادار ژاپن، مستقر در شهر توکیو است، که با ارزش بازار سرمایه‌ای بالغ بر ۳٫۸ تریلیون دلار، به‌عنوان چهارمین بازار بورس جهان شناخته می‌شود.
بازار بورس توکیو در سال ۱۸۷۸ تأسیس شد و از آوریل ۱۹۹۹ کلیه معاملات آن به شکل الکترونیک درآمد. گروه بورس ژاپن مالک بورس توکیو است. بورس توکیو دارای ۲ شاخص اصلی بنام‌های تاپیکس و نیکی ۲۲۵ می‌باشد. هم‌اکنون سهام ۲٬۲۹۲ شرکت در بورس توکیو عرضه شده و معامله می‌شود.